# Bäcks distrikt
Bäcks distrikt är ett distrikt i Töreboda kommun och Västra Götalands län. 
Distriktet ligger väster om Töreboda. 

## Tidigare administrativ tillhörighet
Distriktet inrättades 2016 och utgörs av en del av området som Töreboda köping omfattade till 1971, delen som före 1952 utgjort Bäcks socken.
Området motsvarar den omfattning Bäcks församling hade vid årsskiftet 1999/2000.